# Stizocera meinerti
Stizocera meinerti är en skalbaggsart som först beskrevs av Aurivillius 1900.  Stizocera meinerti ingår i släktet Stizocera och familjen långhorningar.
Artens utbredningsområde är:
- Paraguay.
- Venezuela.

Inga underarter finns listade i Catalogue of Life.